# Théorème du nid d'abeille
Ne doit pas être confondu avec Nid d'abeille (géométrie).

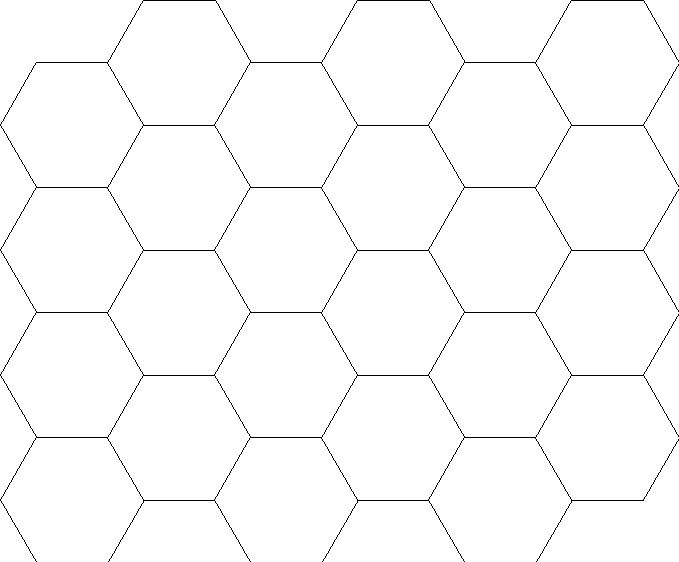
Pavage hexagonal régulier

Le théorème du nid d'abeille précédemment connu sous le nom de conjecture du nid d'abeille (Honeycomb conjecture en Anglais), énonce que le pavage hexagonal régulier est la partition du plan en surfaces égales ayant le plus petit périmètre. Ce théorème fut démontré par Thomas Hales en 1999 avec des révisions en 2001.
Le nom de ce théorème vient de ce que les abeilles, qui doivent loger des larves dans des cellules de même taille en minimisant la quantité de parois à construire, ont en quelque sorte depuis longtemps résolu le problème : leurs alvéoles forment un pavage hexagonal régulier.

## Historique
Les premières traces écrites de ce problème mathématique se trouvent dans le livre V de Pappus, IVe siècle apr. J.-C. Reprenant en partie le traité de Zénodore Sur les figures isomorphes (environ 180 av. J.-C. ; aujourd'hui perdu) dans son livre V, on ne sait pas qui de Pappus ou de Zénodore a le premier soulevé la question géométrique d'un pavage hexagonal.
Les pythagoriciens savaient déjà que seuls trois polygones réguliers sont capables de paver le plan : le triangle équilatéral, le carré et l'hexagone régulier. Observant les alvéoles d'abeilles, Pappus déclara que les abeilles l'utilisent car pour une quantité de matériau donnée, la forme hexagonale est celle des trois qui permet de renfermer le plus de miel. Implicitement il comparait les trois polygones réguliers, dont on peut relativement facilement démontrer que la pavage hexagonal est la solution la plus économique. Darwin l'évoqua également ; il pensait que le pavage hexagonal employé par les abeilles est le résultat d'une sélection naturelle où les abeilles qui utilisent le moins de cire l'emportent.
En 1781, L'Huilier écrivit dans ses mémoires qu'il s'agissait là d'un des problèmes les plus difficiles de la géométrie. On retrouve ce sujet dans de divers ouvrages jusqu'au XIXe siècle,.
La résolution d'un cas particulier de ce théorème est attribuée à Hugo Steinhaus, mais le premier élément de réponse fut apporté en 1943 par le mathématicien hongrois László Fejes Tóth qui démontra le théorème sous l'hypothèse de convexité des tuiles du pavage. Il était persuadé que le théorème resterait vrai sans cette hypothèse mais ne parvint pas à le démontrer affirmant que cela soulèverait des "difficultés considérables".
Ce n'est qu'en 1999 que Thomas Hales, s'appuyant sur les travaux de divers mathématiciens comme Frank Morgan, Frederick J. Almgren Jr., ou Jean Taylor quant à l'existence d'une solution, démontre ce théorème.
L'analogue tridimensionnel, la conjecture de Kelvin, reste un problème ouvert.